# آناریاکه
آناریاسه (به معنای ناآریایی‌ها) (به زبان انگلیسی: Anariacae) یا آماریاسه (به زبان انگلیسی: Amariacae) نام قومی ساکن در جنوب دریای مازندران بوده است، این مردمان بین آماردها و کادوسیان ساکن بودند. آناریاکه‌ها از طرف شرق با آماردها و از طرف غرب با کادوسیان همسایه بودند.
ساتراپ باستانی هیرکانی در جنوب و جنوب شرق دریای مازندران و برابر وضعیت جغرافیایی استان‌های گلستان و مازندران کنونی بوده است. استرابون اقوام ساکن در حاشیه جنوبی دریای مازندران و غرب هیرکانی را بدین گونه نام می‌برد: تپوری‌ها (Tapyri) بین هیرکانی‌ها و آریایی‌ها زندگی می‌کنند و در یک مدار در اطراف دریا پس از هیرکانی‌ها (Hyrcanins)، آماردی‌ها (Amardi) و آناریاسه (Anariacae) و کادوسی‌ها (cadusi) و آلبانی‌ها (albani) و کاسپی‌ها (Caspii) و ویتی‌ها(viti) و شماری دیگر از مردمان، تا جایی که به سکاها (scythians) می‌رسیم و از سوی دیگر به سرزمین هیرکانی (شمال هیرکانی) دربیک‌ها (Derbices) هستند…
استرابون ناآریایی‌ها را ساکن کنارهٔ دریا هیرکانی معرفی می‌کند و از آناریاسه به عنوان قومی در کنار تپورها نام می‌برد. استرابون می‌نویسد: موقعیت اقوام در حوالی دریای هیرکانی در شرق کاسپی … به اقوام تپوری (Tapyri)، آناریاکه (Anariaci)، استاورس (Staures) و هیرکانی (Hyrcani) می‌رسیم.
به گفته پلینی اقوامی که در اطراف دریای هیرکانی قرار گرفته‌اند: در شرق کاسپی منطقه‌ای واقع شده است که با نام آپاورتن (Apavortene) شناخته می‌شود. جایی که به دلیل حاصلخیزی منحصر به فرد خود، داریوم (Dareium) نامیده می‌شود. سپس به سراغ اقوام تپوری (Tapyri)، آناریاهسی (Anariaci)، استائورس (Staures) و هیرکانی (Hyrcani) می‌آییم.
به گفته اعتمادالسلطنه منطقه آنارکوه (تپه آنار) و انارکول در شرق رود سپیدرود را برگرفته از نام قوم اناریاکه است.